# Country Again: Side A
Country Again: Side A è il quinto album in studio del cantante di musica country statunitense Thomas Rhett, pubblicato nel 2021.

## Tracce
1. Want It Again – 2:52
2. Growing Up – 3:01
3. What's Your Country Song – 2:51
4. Where We Grew Up – 2:45
5. Heaven Right Now – 3:48
6. To the Guys That Date My Girls – 3:01
7. More Time Fishin' – 3:05
8. Country Again – 3:41
9. Put It on Ice (featuring Hardy) – 3:04
10. Blame It on a Backroad – 2:47
11. Ya Heard – 3:03

## Classifiche
| Classifica (2021) | Posizione raggiunta |
| ----------------- | ------------------- |
| Stati Uniti       | 10                  |